# Jacques Linard
Pour les articles homonymes, voir Linard (homonymie).

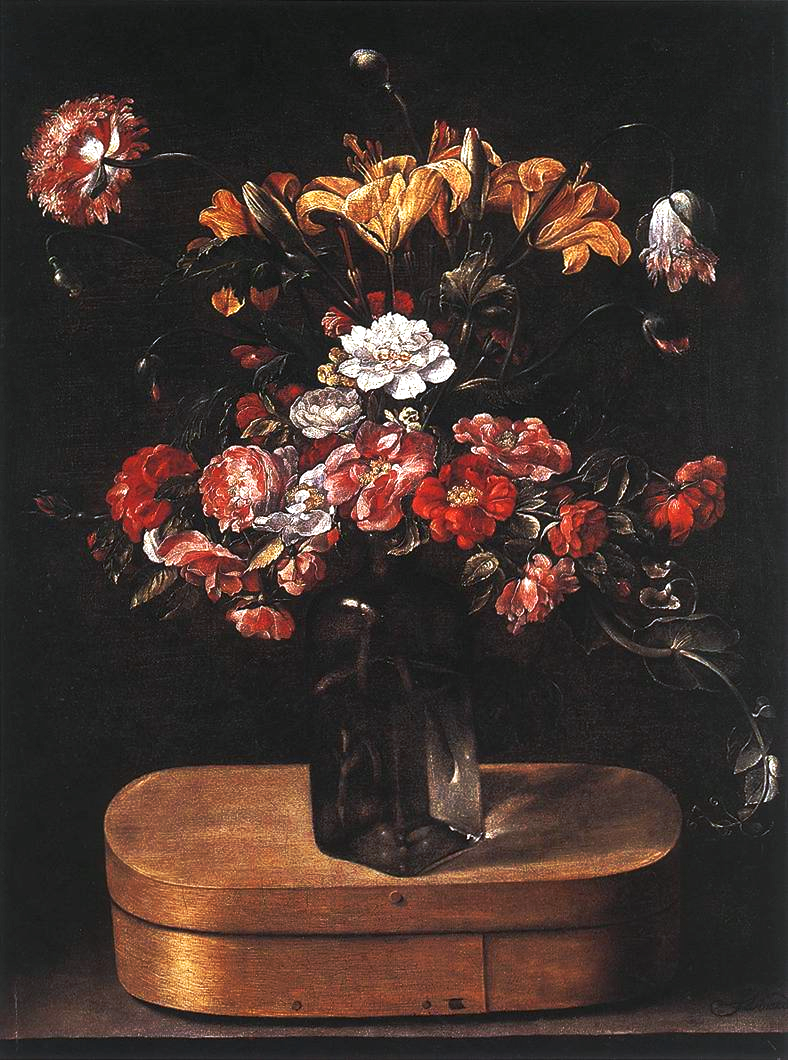
Vase de fleurs sur la boîte de copeaux, Karlsruhe, Staatliche Kunsthalle.
c. 1640

Jacques Linard (1597 - 1645) est un peintre français de la première moitié du XVIIe siècle qui a réalisé un petit nombre de natures mortes.

## Biographie
Jacques Linard naît en 1597 et est baptisé le 6 septembre de cette même année en l'église Saint-Rémy de Troyes.
Il est actif à Paris dès le début des années 1620. On connaît aujourd'hui de lui moins d'une cinquantaine d'œuvres, dont un surprenant Flûtiste daté de cette première décennie. De tous les « peintres  de la réalité », il paraît le plus ancien à avoir traité les thèmes des cinq sens et des quatre éléments.
Marié à Marguerite Trehoire, il a trois fils morts en bas âge et une fille, Marguerite Linard, qui épouse Jean-Joseph Nau de Maisonrouge, appartenant à la noblesse de robe (le couple laisse une postérité).
Il est inhumé à Paris, en l'église Saint-Nicolas-des-Champs, le 12 septembre 1645.

## Généalogie
Son père Jehan Linard est un peintre français actif à Troyes à la fin du XVIe siècle. Dans l'acte baptistaire de son fils Jacques, Jehan Linard est qualifié de « maître peintre ». Aucune œuvre de lui n'est connue. Toutefois, dans son ouvrage sur le peintre verrier Linard Gontier, l'historien Albert Babeau mentionne quelques travaux mineurs accomplis par Jehan Linard pour des églises troyennes.
La mère de Jacques Linard se nomme Anne Thays.
Sa sœur Jeanne Linard épouse Claude Baudesson et donne naissance au peintre de natures mortes Nicolas Baudesson.

## Œuvres
Les n° sont ceux du catalogue raisonné cité plus bas.
- 3. Allégorie des cinq sens ou Les Quatre Éléments (1627), (avec objets aux armes de la famille de Richelieu), dépôt du musée national des beaux-arts d'Alger, Musée du Louvre, Paris.
- 4. Prunes et poires sur un plat (1629), Athènes, Pinacothèque nationale[4].
- 10. Panier de prunes, avec un melon coupé à gauche (1635) Snowhill Manor, The Charles Paget Wade Collection, (The National Trust), Grande-Bretagne.
- 16. Allégorie des cinq sens, au paysage (1638), Strasbourg, Musée des Beaux-Arts.
- 17. Les Coquillages et un coffret (1638) Zurich, Kunsthaus.
- 20. Tulipes (1638), Strasbourg, Musée des Beaux-Arts.
- 22. Bouquet de fleurs, avec la coupe au poète (1640), Madrid, Fondacion Thyssen-Bornemisza.
- 23. Nature morte aux coquillages et à la boîte[5] (Nature morte aux coquillages et au corail[6]) (1640), Montréal, Musée des Beaux-Arts.
- 29. Panier de fruits, avec un melon à droite (1642), Barnard Castle, The Bowes Museum, Comté de Durham, Royaume-Uni.
- 30. Vanité à la bougie (1644), Fondation Gustav Rau.
- 32. Corbeille de fleurs, Paris, Musée du Louvre.
- 35. Vase de fleurs sur la boîte de copeaux, Karlsruhe, Staatliche Kunsthalle.
- 36. Les Cinq sens aux oiseaux, avec des huîtres posées sur un plat, Indianapolis, Indianapolis Museum of Art.
- 37. Panier rempli de grenades, de pommes et de raisins, Paris, Musée du Louvre.
- 44. Vanité à l’œillet, Madrid, Musée du Prado.
- 45. Coquillages et deux coraux, Paris, Fondation Custodia.
- 47. Nature morte au panier de prunes et aux chardonnerets, Dresde, Staatliche Kunstsammlungen, Gemäldegalerie, Alte Meister.

## Liste des œuvres répertoriées
Tableaux signés et datés
- 1. Flûtiste (162 ?), Collection privée.
- 2. Coquillage rouge posé sur une boîte et autres coquillages (1621/4), Collection privée, Hawaï.
- 3. Allégorie des cinq sens ou Les quatre éléments (1627), Paris, Musée du Louvre.
- 4. Prunes et poires sur un plat (1629), huile sur bois, 42 × 56 cm, Pinacothèque nationale d'Athènes[7]
- 5. Nature morte aux livres (1629), Localisation actuelle inconnue.
- 6. Nature morte aux coquillages (1629), Localisation actuelle inconnue.
- 7. Abricots aux papillons de nuit (1631), Localisation actuelle inconnue.
- 8. Coupe de pêches (1634), Localisation actuelle inconnue.
- 9. Vanité au papillon (1634), Localisation actuelle inconnue.
- 10. Panier de prunes, avec un melon coupé à gauche (1635) Snowshill Manor, The Charles Paget Wade Collection (The National Trust), Grande-Bretagne.
- 11. Fruits dans un panier en osier ajouré, avec un melon coupé (1636), Localisation actuelle inconnue.
- 12. Corbeille de raisins, pêches et grenades (1636), Localisation actuelle inconnue.
- 13. Nature morte aux coquillages et au livre (1638), Localisation actuelle inconnue.
- 14. Allégorie des cinq sens, à la lettre (1638), Localisation actuelle inconnue.
- 15. Panier de prunes (1638), Localisation actuelle inconnue.
- 16. Allégorie des cinq sens, au paysage (1638), Strasbourg, Musée des Beaux-Arts.
- 17. Les Coquillages et un coffret (1638) Zurich, Kunsthaus.
- 18. Panier de fruits et roses (1638), Localisation actuelle inconnue.
- 19. Panier de fruits et raisins, au melon coupé (1638), Localisation actuelle inconnue.
- 20. Tulipes (1638), Strasbourg, Musée des Beaux-Arts.
- 21. Allégorie des cinq sens, au portrait (1639), Localisation actuelle inconnue.
- 22. Bouquet de fleurs, avec la coupe au poète (1640), Madrid, Fondacion Thyssen-Bornemisza.
- 23. Nature morte aux coquillages et à la boîte (1640), Montréal, Musée des Beaux-Arts.
- 24. Nature morte aux tulipes dans un vase orné d’un médaillon (1640), Localisation actuelle inconnue.
- 25. Nature morte à la boîte de copeaux et aux coquillages (1640), Localisation actuelle inconnue.
- 26. Fleurs dans un vase d’orfèvrerie, melon et figues (1640), Localisation actuelle inconnue.
- 27. Les Cinq sens aux deux oiseaux, avec des huîtres posées sur l’entablement (1642), Localisation actuelle inconnue.
- 28. Panier de fruits au melon (1642), Localisation actuelle inconnue.
- 29. Panier de fruits, avec un melon à droite (1642), Barnard Castle, The Bowes Museum, Comté de Durham, Royaume-Uni.
- 30. Vanité à la bougie (1644), Fondation Gustav Rau.

Tableaux signés
- 31. Huîtres au citron, Localisation actuelle inconnue.
- 32. Corbeille de fleurs, Paris, Musée du Louvre.
- 33. Coupe de prunes avec une figue coupée en deux, Localisation actuelle inconnue.
- 34. Les Primevères, Localisation actuelle inconnue.
- 35. Vase de fleurs sur la boîte de copeaux, Karlsruhe, Staatliche Kunsthalle.
- 36. Les Cinq sens aux oiseaux, avec des huîtres posées sur un plat, Indianapolis, Indianapolis Museum of Art.
- 37. Panier rempli de grenades, de pommes et de raisins, Paris, Musée du Louvre.
- 38. Vase de fleurs, homard, poisson et huîtres, Localisation actuelle inconnue.
- 39. Nature morte de légumes et de fruits, Localisation actuelle inconnue.

Tableaux ni signés, ni datés
- 40. Roses et tulipes dans un vase posé sur la boîte de copeaux, Localisation actuelle inconnue.
- 41. Assiette de cerises et fraises avec deux fraises, deux mûres, un hanneton et un papillon, Localisation actuelle inconnue.
- 42. Les Cinq sens aux fleurs, Pasadena, Norton Simon Museum.
- 43. Fragment d’un panneau coupé, Localisation actuelle inconnue.
- 44. Vanité à l’œillet, Madrid, Musée du Prado.
- 45. Coquillages et deux coraux, Paris, Institut néerlandais, Fondation Custodia.
- 46. Assiette en porcelaine, remplie de fraises, Localisation actuelle inconnue.
- 47. Nature morte au panier de prunes et aux chardonnerets, Dresde, Staatliche Kunstsammlungen, Gemäldegalerie, Alte Meister.
- 48. Corbeille de raisins aux oiseaux, Localisation actuelle inconnue.

## Actualisation du catalogue raisonné

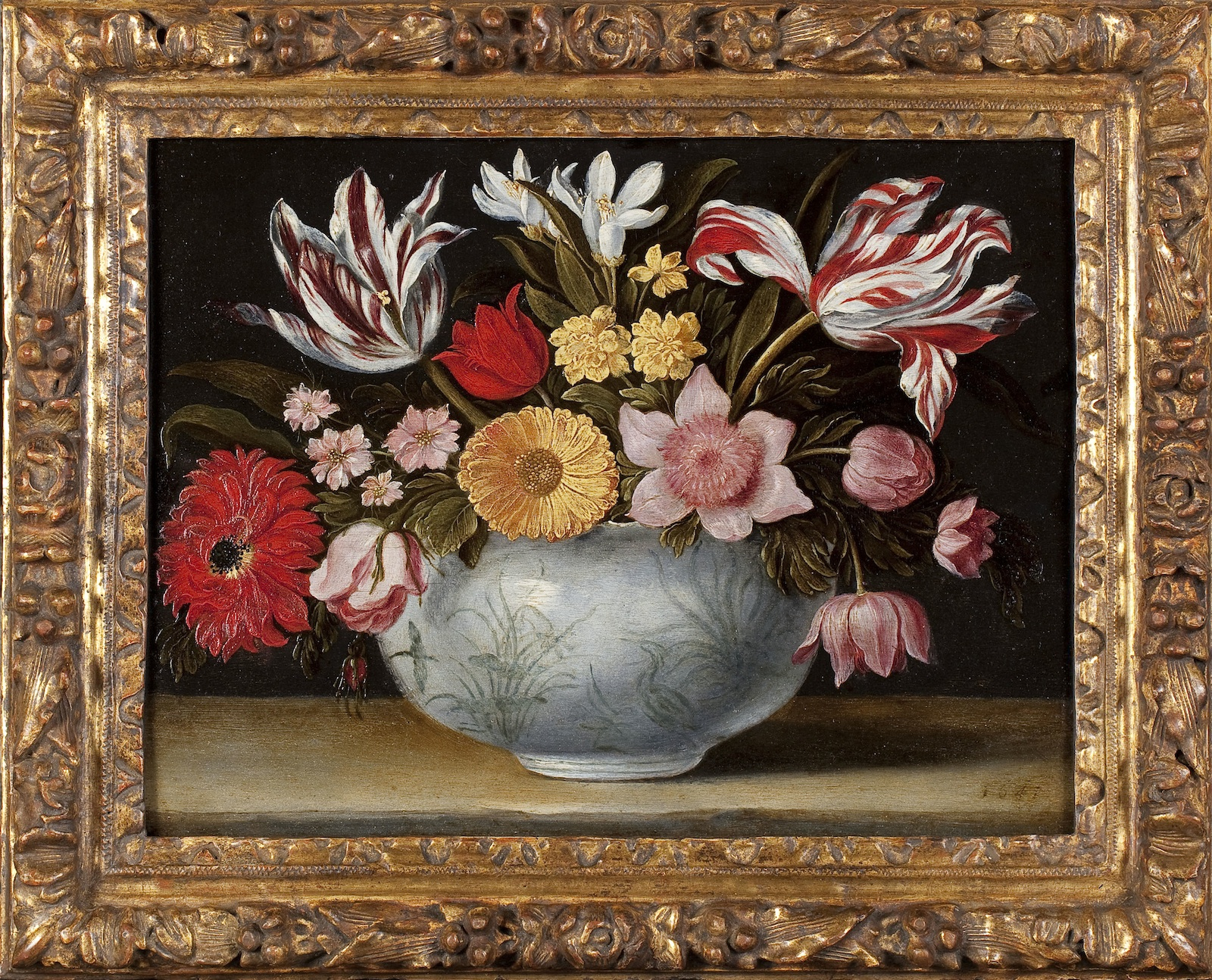
Bouquet de fleurs dans un vase en céladon sur un entablement.

- Le 4 Prunes et poires sur un plat (1629), Pinacothèque nationale d'Athènes et le no 32 Corbeille de fleurs, Paris, Musée du Louvre furent exposés à la rétrospective de l'exposition de 1934 (Janvier-mars 2007) au musée de l'Orangerie, Paris, Orangerie 1934: Les Peintres de la Réalité no 83 et 84 du catalogue.
- Le no 12 Corbeille de raisins, pêches et grenades (1636), est passé en vente aux enchères chez Sotheby's New York le 25 janvier 2007, no 93, estimé 200 000 $/3 000 000 $, il n'a pas trouvé preneur.
- Le no 26bis (inédit) Bouquet de fleurs dans un vase en céladon sur un entablement, daté en bas à droite 1641, 26,7 cm.; Largeur 34,5 cm. Paris, collection particulière.
- Le no 27 est passé en vente le 20 juillet 2006, à Clermont-Ferrand, étude Vassy-Jalenques.
- Le no 33 a été vendu à un collectionneur belge par la galerie Haboldt en 2006[8] Ce collectionneur belge est Louis Grandchamp des Raux, sa vente, Paris (Sotheby's-Artcurial) 26 mars 2015, n° 5.
- Le no 49 (inédit) Nature morte aux prunes, collection particulière, Paris, très proche du no 10.

## La Coupe au poète

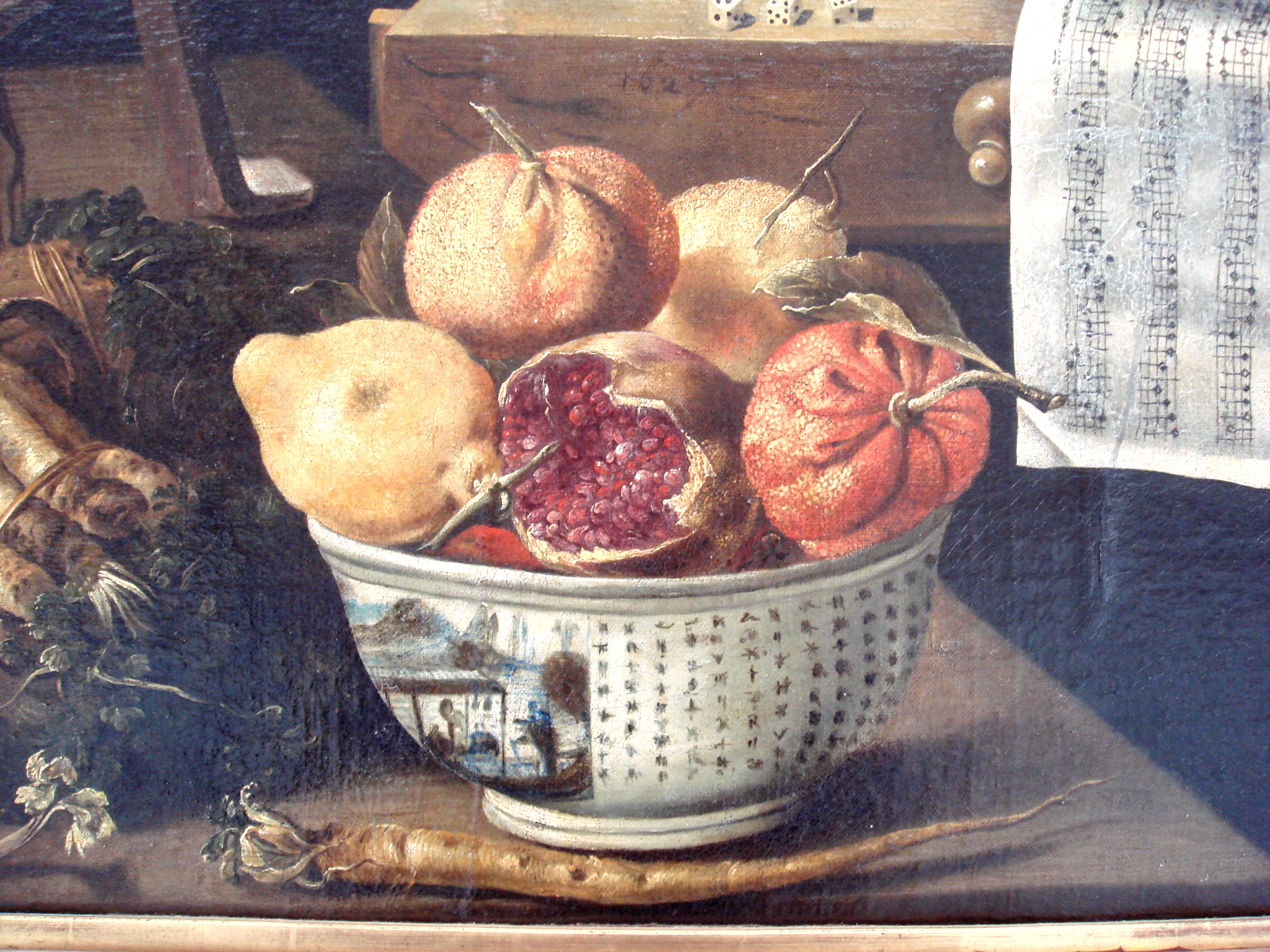
Détail du tableau de 1627 du Louvre montrant la coupe au poète.

À trois reprises, no 3, no 16 et no 22, Linard a représenté un bol en porcelaine sur lequel est représentée en caractères chinois une version abrégée du poème : L’Ode à la falaise Rouge du poète chinois de la dynastie Song Su Shi (1037 - 1101).
« Pourtant, répartis-je, connais-tu l’eau et la lune ?
L’onde ne cesse de passer mais jamais ne s’en va ;
La lune croît et décroît sans être entamé.
Sous l’angle du changement, le ciel et la terre n’existent pas même le temps d’un battement de cils ;
sous l’angle de la permanence, les choses, tout comme nous, sont infinies.
Qu’avons-nous à leur envier ?
En outre, dans la nature, tout ce qui existe a un maître,
si ce n’est pas mon bien, je ne saurais en prélever la moindre parcelle.
Seules la brise limpide sur le fleuve et la lune étincelante entre les monts s’offrent à nos sens,
spectacle pour les yeux et musique pour nos oreilles.
Nous en jouissons sans limites, en profitons sans fin.
C’est un trésor que la création n’aura pu totalement dissimuler et qui alimente notre bonheur commun.»
Ce poème inspiré d'une excursion sur le fleuve Yangsté est une référence classique de la littérature chinoise.

## Référence Bibliographique
- Mickaël Szanto, « Pour Jacques Linard, peintre de natures mortes (Troyes,1597 - Paris, 1645) », Bulletin de la Société de l'Histoire de l'Art français, 2001, pages 25-61, 2002.
- Philippe Nusbaumer, Jacques Linard 1597-1645, Catalogue de l'œuvre peint, Abbeville, 2006.